# Carlos Corcuera Orbegozo
Carlos Corcuera Orbegozo (Sant Sebastià, 7 de març de 1936) és un industrial i polític socialista basc, diputat i senador a les Corts Espanyoles.

## Biografia
Fill de Celestino Corcuera Pinto, treballà com a pintor a la construcció i com a agent comercial. Des de 1964 milità clandestinament al PSE-PSOE i el 1965 fou nomenat membre de la comissió executiva i tresorer interior de la Federació Nacional de Joventuts Socialistes d'Espanya. En 1967 fou nomenat delegat sindical de la UGT de Guipúscoa i en 1968 secretari d'organització del comitè guipuscoà del PSOE. En 1974 fou delegat de la Federació Guipuscoana al Congrés de Suresnes.
Un cop mort Franco i legalitzat el seu partit fou membre del comitè local del PSOE de Sant Sebastià, secretari d'organització del PSOE a Guipúscoa i membre del comitè guipuscoà de la UGT. A les eleccions generals espanyoles de 1977 fou elegit diputat del PSOE per Guipúscoa. En 1980 va substituir en el seu escó José Antonio Maturana Plaza, elegit diputat a les eleccions generals espanyoles de 1979, i fou vocal de la Comissió d'Educació i Ciència del Congrés dels Diputats. Posteriorment fou escollit senador per Guipúscoa a les eleccions generals espanyoles de 1982. De 1982 a 1986 fou suplent de la Diputació Permanent i secretari primer de la Comissió de Treball del Senat d'Espanya.
No es va presentar a la reelecció i a les eleccions a les Juntes Generals del País Basc de 1987 fou elegit membre de les Juntes Generals de Guipúscoa. En 1987 protagonitzà una anècdota quan fou processat pel Jutjat n. 1 de Sant Sebastià per haver votat per error dos cops en el referèndum sobre la permanència d'Espanya a l'OTAN. Fou reelegit a les eleccions a les Juntes Generals del País Basc de 1991, però va dimitir en setembre de 1991.